# برايان بيرتيلسن
برايان بيرتيلسن (بالدنماركية: Brian Bertelsen)‏ هو لاعب كرة قدم دنماركي في مركز الهجوم، ولد في 19 أبريل 1963. لعب مع نادي بازل.